# Foissac, Gard
Foissac är en kommun i departementet Gard i regionen Occitanien i södra Frankrike. Kommunen ligger i kantonen Saint-Chaptes som tillhör arrondissementet Nîmes. År 2022 hade Foissac 449 invånare.

## Befolkningsutveckling
Antalet invånare i kommunen Foissac
Referens:INSEE